# Джанлуиджи Донарума
Джанлуиджи Донарума е италиански футболист, играещ като вратар за Пари Сен Жермен . Той е най-младият вратар, играл в италианската Серия А.

## Кариера
Донаурма е юноша на Милан. През 2015 г. треньорът Синиша Михайлович го включва в първия състав като трети вратар. Участва на приятелския турнир Интернешънъл Чемпиънс къп, където „росонерите“ играят с Интер и Реал Мадрид. Донарума дебютира за първия състав на 30 юли, влизайки като резерва вместо Диего Лопес в контролата с Реал.
На 25 октомври 2015 г. прави официалния си дебют за Милан в двубой със Сасуоло, завършил с победа за Милан – 2:1. Донарума става най-младият вратар, пазил в Серия А, като само на 16 години и 8 месеца подобрява рекорда на Джанлуиджи Буфон за най-ранен дебют на страж. Още в следващия кръг Донарума запазва мрежата си суха, като Милан побеждава с 1:0 Киево Верона. На 8 ноември не допуска гол срещу Аталанта, спасявайки тима си от загуба. След тази среща 16-годишният страж получава широк отзвук в международните медии.
В първия кръг от шампионата 2016 – 17 г. в мача срещу Торино спасява дузпа, изпълнена от Андреа Белоти, като по този начин става първият непълнолетен вратар спасил дузпа в Серия А в периода след 1945 г.
На 1 септември 2016 г. в приятелския мач на националния отбор на Италия срещу Франция в Бари влиза в игра от началото на второто полувреме, заменяйки Джанлуиджи Буфон. По този начин, бидейки на 17 години и 6 месеца става най-младият вратар пазил вратата на „скуадра адзура“, счупвайки 104-годишния рекорд на Пиеро Кампели.

## Успехи

### Клубни
Милан
- Суперкупа на Италия: 2016

Пари Сен Жермен
- Лига 1: 2021/22, 2022/23, 2023/24, 2024/25
- Купа на Франция: 2023/24, 2024/25
- Суперкупа на Франция: 2022, 2023, 2024, 2025
- Шампионска лига: 2024/25
- Суперкупа на Европа: 2025

### Национален отбор
Италия
- Евро 2020